# Arca Santa
L'Arca Santa és un dels tresors i relíquies sagrades que es custodien en la Catedral d'Oviedo, Espanya. Roman guardada en l'anomenada Cambra Santa. L'Arca data de la segona meitat del segle xi, d'època d'Alfons VI de Lleó (cap a 1075), encara que altres propostes la situarien prop de 1120.
La llegenda sobre els orígens de l'Arca Santa d'Oviedo explica que prové d'una antiga arca o caixa de fusta -de cedre- que contenia, a Jerusalem, relíquies de Jesús i de María. Vista la invasió dels perses mandadados per Còsroes II en el 614, els cristians de Palestina van posar fora de perill l'Arca Santa, amb el Sant Sudario i altres relíquies, enviant-la a Alexandria a través del prevere Filip. Posteriors avanços dels perses per Àfrica van tenir com a conseqüència que finalment l'Arca arribés fins a Espanya entrant per Cartagena, on el bisbe d'Écija, Sant Fulgenci, va disposar d'ella enviant-la al seu superior el bisbe de Sevilla, Sant Leandro.
Sant Isidoro, bisbe de Sevilla, va aconseguir portar l'Arca amb si quan va ser nomenat bisbe de Toledo on en la primera meitat del segle viii; en aquest moment, es va fer una nova caixa (de roure) que va substituir l'antiga. Empesa ara per la invasió musulmana, l'Arca va ser ocultada durant 80 anys en la cova de Sant Toribio a la muntanya Monsacro. Finalment, entre l'any 812 i 842 va ser traslladada fins a Oviedo per Alfons II d'Astúries, El Cast, lloc en el qual es custodia des de llavors.
Amb motiu de la visita del rei Alfons VI a Oviedo, es va procedir a l'obertura de l'Arca i a inventariar els diferents objectes guardats en ella. Com a homenatge al seu preciós contingut, la reina Donya Urraca va ordenar que es recobrís de plata. Aquest recobriment té una llegenda en la qual es relaciona el seu contingut i la data de realització del mateix en el 1113.
La importància i fama d'aquestes relíquies arriba a ser tal durant l'edat mitjana que malgrat la dificultat de travessar la Serralada Cantàbrica, els pelegrins es desviaven del Camí francès a Compostela per apropar-se a Oviedo a venerar l'Arca Santa de les relíquies.
L'any 1035 el bisbe Ponce va obrir l'Arca Santa per veure les grandeses que albergava. Es diu que ell i alguns dels abats i clergues que l'acompanyaven van quedar cecs de la resplendor que va sortir d'ella.